# Achille Millo
Achille Millo, pseudonimo di Achille Scognamillo (Napoli, 25 novembre 1921 – Roma, 18 ottobre 2006), è stato un attore, drammaturgo e regista teatrale italiano.

## Biografia
A pochi esami dalla laurea in Medicina, decise di abbandonare gli studi per intraprendere la carriera teatrale. Formatosi nella scuola partenopea, debuttò in teatro nel 1945, con la Compagnia De Sica-Gioi-Stoppa-Cortese in Catene (regia di Ettore Giannini), rivelandosi nello stesso anno come protagonista maschile di Frenesia, accanto alla sua insegnante, Wanda Capodaglio.
Dopo aver lavorato con la Pagnani-Ninchi, la Compagnia dell'IDI, la Ricci-Magnani, fu scritturato da Luchino Visconti per una piccola parte in Delitto e castigo e rimase a fianco del regista per due anni come assistente.

Un giovane Achille Millo assieme a Eduardo Ciannelli in una scena del film Il tenente Giorgio (1952)

Nel 1947-48 guadagnò il primo grande successo con N.N. di Leopoldo Trieste. Successivamente fu diretto da Giorgio Strehler (entrò al Piccolo Teatro di Milano nel 1954), Eduardo De Filippo (che scrisse per lui nel 1957 De Pretore Vincenzo) e Vittorio De Sica.
Attore sicuro, dal temperamento versatile, non ebbe grandi soddisfazioni dal cinema (a parte Carosello napoletano, 1953), ma fornì notevoli interpretazioni per la televisione degli esordi, che lo vide impegnato nella prosa, in caratterizzazioni che andarono dal seduttore al "cattivo". Tra le sue più importanti interpretazioni si possono ricordare Questa mia donna (1958), L'esca (1958), Il borghese gentiluomo (1959).
Recitò inoltre nelle riduzioni per il piccolo schermo de L'Alfiere (1956), Il sogno dello zio (1956), Tessa la ninfa fedele (1957), I miserabili (1964), Il Conte di Montecristo (1966) e Il marchese di Roccaverdina (1972), che resta la sua migliore prova televisiva.
Nel 1960 doppiò Alain Delon nel fim Rocco e i suoi fratelli di Luchino Visconti.
La sua concezione teatrale subì una svolta grazie alla radio, che lo portò alla scoperta della poesia: vincitore nel 1965 di una gara di attori per il miglior lettore di un brano di Dante, incise 28 canti della Divina Commedia.
Fu l'inizio di un'attività radiofonica intensa, costellata da circa 300 trasmissioni dedicate alla poesia (Poesia nel mondo, 1969), cui si aggiunsero quelle di radioteatro (da L'ereditiera di Ruth Goetz e Augustus Goetz, con Renzo Ricci ed Eva Magni, 1951, a Il mattatoio di Pressburger, 1967) e varie rubriche (Voi ed io, 1971).
Tra i suoi lavori teatrali si ricorda Io, Raffaele Viviani, scritto con Antonio Ghirelli, spettacolo di cui lo stesso Millo curò la regia e ne fu interprete insieme alla moglie, Marina Pagano, Antonio Casagrande e Franco Acampora. Lo spettacolo andò per la prima volta in scena nel 1970. Ripreso molte volte, nel 1979 fu replicato al Metropolitan di New York.
Morì all'Ospedale San Filippo Neri di Roma nel 2006. Le sue ceneri, insieme a quelle della moglie Marina Pagano, furono deposte nel cimitero Flaminio Prima Porta a Roma.
Ad Achille Millo e a sua moglie, Marina Pagano, il drammaturgo Aniello Nigro ha dedicato lo spettacolo di prosa Mani nel fuoco.
Ad Achille Millo il poeta Giorgio Caproni ha dedicato la raccolta poetica Congedo del viaggiatore cerimonioso & altre prosopopee (1960-1964).

## Filmografia
- Un giorno nella vita, regia di Alessandro Blasetti (1946)
- Le modelle di via Margutta, regia di Giuseppe Maria Scotese (1946)
- Il fiacre n. 13, regia di Mario Mattoli (1948)
- Vento d'Africa, regia di Anton Giulio Majano (1949)
- Il caimano del Piave, regia di Giorgio Bianchi (1950)
- Terra senza tempo, regia di Silvestro Prestifilippo (1950)
- Carne inquieta, regia di Silvestro Prestifilippo e Carlo Musso (1952)
- Il tenente Giorgio, regia di Raffaello Matarazzo (1952)
- Melodie immortali, regia di Giacomo Gentilomo (1952)
- Canzoni di mezzo secolo, regia di Domenico Paolella (1952)
- Carosello napoletano, regia di Ettore Giannini (1953)
- Mano di velluto, regia di Ettore Fecchi (1967)
- Il sasso in bocca, regia di Giuseppe Ferrara (1970) - voce narrante
- La pista nera, regia di Giuseppe Ferrara (1972)

## Televisione
- Questa mia donna, regia di Mario Ferrero (1958)
- Il borghese gentiluomo, regia di Giacomo Vaccari (1959)
- Un istante prima, regia di Alessandro Fersen (1959)
- La casa delle sette torri, regia di Guglielmo Morandi (1959)
- Odette, regia di Giacomo Vaccari (1960)
- Il conte di Montecristo, nella parte di Danglars, regia di Edmo Fenoglio (1966)
- Il cappello del prete, regia di Sandro Bolchi (1970)
- Danza di prete, regia di Sandro Bolchi (1971)
- Il caso Pinedus, di Paolo Levi, regia di Maurizio Scaparro, 13 ottobre 1972.
- Il fascino dell'insolito, episodio La specialità della casa, regia di Augusto Zucchi (1982)
- La ragione degli altri, regia di Andrea Camilleri (1985)
- Guglielmo Giannini - l'Uomo qualunque, regia di Tomaso Sherman (1986)

## Doppiaggio
- Alain Delon in Rocco e i suoi fratelli
- Jean Paul Belmondo in La ciociara
- Ernest Borgnine in Il giudizio universale
- Charles Belmont in Le quattro giornate di Napoli
- Decimo Cristiani in La sfida

## Prosa radiofonica
- Il cigno, di Ferenc Molnár (1950)
- Giorni felici, di André Puget, regia di Marco Visconti, trasmessa il 22 marzo 1954
- I giorni della vita, di William Saroyan, regia di Marco Visconti, trasmessa il 7 febbraio 1955
- Fuochi d'artificio, di Luigi Chiarelli, regia di Umberto Benedetto, trasmessa il 17 maggio 1955
- Il mio miglior nemico, radiodramma di Massimo Franciosa, regia di Gian Domenico Giagni, trasmesso il 28 gennaio 1956
- Le 99 disgrazie di Pulcinella, di Lorenzo e Ugo Bosco, regia di Francesco Rosi, trasmessa il 17 giugno 1956
- Lastrico d'inferno, commedia di Paolo Levi, regia di Daniele D'Anza, trasmessa il 13 giugno 1960

Radio
• Voi ed io, programma d'intrattenimento radiofonico del mattino tutti i giorni dal lunedì al sabato dalle 9,15 alle 11,30 sul Programma Nazionale Radiorai nel mese di settembre (1971).                                              
• Voi ed io : punto e a capo, musiche e parole provocate dai fatti programma d'intrattenimento radiofonico del mattino tutti i giorni dal lunedì al sabato dalle 9 alle 10,30 su Radiouno dal 27 giugno al 16 luglio 1977, regia di Luigi Grillo.